# Proposta d'Estatut Polític de la Comunitat d'Euskadi
La Proposta d'Estatut Polític de la Comunitat d'Euskadi també conegut com a Pla Ibarretxe, és una proposta de canvi de l'estatut d'autonomia de la Comunitat autònoma del País Basc feta el 2001 pel PNB. També és anomenat Proposta del Govern Basc per a la convivència a Euskadi o Nou Estatut Polític d'Euskadi. Va ser anunciat pel lehendakari (president de govern autonòmic del País Basc) Juan José Ibarretxe en el ple de política general del parlament basc el setembre de 2001, presentat el 25 d'octubre de 2003. El ple del parlament basc en va aprovar el dijous 30 de desembre de 2004 la seva tramesa al Congrés dels Diputats d'Espanya per 39 vots a favor i 35 en contra.
El gener de 2005, el president del parlament basc va lliurar la proposta d'estatut al president del Congrés espanyol, per al seu debat i votació, essent rebutjat l'1 de febrer per 313 vots en contra (PSOE, PP, Izquierda Unida, Coalició Canària i CHA), 29 a favor (PNB, CIU, ERC, EA, Na-Bai i BNG) i 2 abstencions (ICV).

## Característiques
El Pla proposa un nou estatut d'autonomia, basant-se en tres pilars:
- El poble basc és un poble d'Europa amb identitat pròpia.
- El dret del poble basc a decidir el seu futur, és a dir, el dret d'autodeterminació.
- Les decisions dels ciutadans de cada regió d'Euskal Herria (Euskadi, Navarra i Iparralde) s'han de respectar per les altres i per la resta de pobles d'Europa.

A més, la proposta planteja una sèrie de reformes: 
- Llibertat de relacions amb Navarra i el País Basc del Nord, basada en el respecte a les decisions que prenguin cada una de les regions.
- Un poder judicial autònom.
- Que Espanya garanteixi una representació directa a Europa tal com ocorre a Holanda, Bèlgica i als länder alemanys.
- Garanties que el nou estatut no pugui ser restringit o anul·lat unilateralment. Per això, s'adaptaria el Tribunal Constitucional, es crearia una comissió bilateral per solucionar conflictes, i els tractats i acords internacionals que afecten les competències del País Basc hauran de ser aprovats per les seves institucions perquè les afectin.
- Reconeixement de la ciutadania i nacionalitat basca a tots els habitants de la Comunitat, permetent-los l'acreditació de la doble nacionalitat basca i espanyola. Ostentar una o altra nacionalitat no suposaria disminució o increment de drets i obligacions, per tal com aquestes qüestions estarien emparellades a la ciutadania i no a la nacionalitat.
- Seleccions esportives nacionals basques oficials.
- Competències exclusives en administracions públiques, educació, cultura, esport, política lingüística, assumptes socials, sanitat, economia, hisenda, habitatge, medi ambient, infraestructures, transports, seguretat pública, treball i seguretat social.

Quedarien fora la defensa; legislació civil, mercantil i penal (sense perjudici del dret foral, substantiu i dels contractes d'administracions públiques); Marina mercant; nacionalitat espanyola (immigració, estrangeria, dret a l'asil…); producció, comerç, tinença i ús d'armes i explosius; control de l'espai aeri i política exterior.
El pla es va trametre com una reforma de l'estatut d'autonomia basc, en diverses etapes:
1. Presentació extraparlamentària de la proposta del lehendakari.
2. Debat obert al diàleg i a totes les aportacions.
3. Presentació i debat en el parlament basc.
4. Aprovació pel parlament basc.
5. Remissió a les Corts Generals i negociació amb l'estat.
6. Ratificació en referèndum per la societat basca.

## Polèmica
El suport principal a la Proposta de nou estatut va provenir dels grups que componen el govern basc (Partit Nacionalista Basc, Eusko Alkartasuna i Esquerra Unida-Ezker Batua). Tanmateix, els tres grups del tripartit governant plantejaren esmenes pròpies. IU-EB va plantejar esmenes parcials a tots els articles.
Els partits majoritaris espanyols, el Partit Popular i el Partit Socialista Obrer Espanyol, així com el partit regional Unitat Alabesa l'acusen de:
- Ser un pla encobridorament secessionista, que cerca la independència del País Basc a mitjà termini.
- Ser inconstitucional, i fora del marc de la Unió Europea. Tanmateix en la consulta que es va realitzar al Parlament Europeu aquest va declarar que era un assumpte intern d'Espanya.
- Compartir objectius amb el projecte polític del nacionalisme radical i, per tant, "donar ales" a ETA.
- Unilateralitat, en haver estat redactat sense un debat previ amb els nacionalistes espanyols.
- Un pla que duria a la fallida econòmica del País Basc.

Alguns d'aquests raonaments són qüestionats pel govern basc: PSOE, PP i UA es varen autoexcloure de la comissió del parlament que va redactar el projecte de nou Estatut; el mateix argument de fallida econòmica es va emprar enfront de l'Estatut de Gernika (que ha possibilitat l'enlairament econòmic d'Euskadi); i la banda terrorista ETA ha condemnat la proposta.
El govern del PP de l'estat espanyol va plantejar un recurs d'inconstitucionalitat davant del Tribunal Constitucional, que no va ser admès a tràmit. Alguns dels seus components varen manifestar dubtes sobre la possible constitucionalitat del seu contingut. A més, el PP va modificar el Codi Penal per imposar penes de presó a qui convoqui referèndums sense l'aprovació del govern, com seria el cas del govern basc si ho fes sense el suport del govern espanyol. Aquesta reforma del codi penal ha estat eliminada pel govern del PSOE donat que va ser promesa en les eleccions que va guanyar l'actual. Un dels pares de la Constitució de 1978, Herrero de Miñón, no dubtava sobre la legitimitat de la proposta, encara que suggereix una sèrie de canvis (només 10 articles) per aclarir els dubtes sobre la suposada inconstitucionalitat del text.
Batasuna el rebutja, acusant-lo de consolidar la unió amb l'Estat espanyol, per permetre la coexistència de la nacionalitat basca i l'espanyola al País Basc i per limitar-se a un pla que comprèn a tan sols tres de les originàries set províncies d'Euskal Herria.
Tanmateix, durant la votació de la proposta al parlament basc, Arnaldo Otegi, portaveu del grup Sozialista Abertzaleak va llegir una carta del parlamentari i membre d'ETA en fuga Josu Urrutikoetxea (Josu Ternera), justificant el seu suport al pla, de manera que tres membres d'aquest grup varen votar a favor de la proposta i altres tres en contra. Sense aquests vots la proposta no hauria tirat endavant en el parlament basc, de manera que el suport de Batasuna, condicionat per ETA, ha estat determinant per a l'aprovació del pla, i la futura discussió en el parlament espanyol.
L'enquesta de novembre de 2004 realitzada pel Departament de Ciència Política de la Universitat del País Basc (Euskobarómetro) indica que la major part dels bascos estarien disposats a votar en un eventual referèndum, encara que aquest no complís amb els requisits constitucionals. Entre els que anirien a votar l'opció majoritària és el "Sí", amb un 30% dels vots, enfront del 21% del suport que rep el "No". El 33% de les persones que anirien a votar no hauria decidit encara el seu vot. Tanmateix, el punt més destacable de l'enquesta és que, la majoria dels bascos (60%) segueix considerant-se poc o gens informat sobre el contingut i les conseqüències de la proposta plantejada.
El lehendakari Ibarretxe s'ha declarat disposat a sotmetre la proposta a una consulta en la seva comunitat "en un escenari absent de violència", sigui quin sigui el resultat de la votació en el Congrés (en el que les forces contràries a la proposta compten amb una àmplia majoria), tot i que se li ha advertit que la convocatòria d'un referèndum sense l'autorització de les corts espanyoles seria il·legal.